# Leucauge argyrescens
Leucauge argyrescens là một loài nhện trong họ Tetragnathidae.
Loài này thuộc chi Leucauge. Leucauge argyrescens được miêu tả năm 1978 bởi Benoit.